# Sandstone (Minnesota)
Sandstone è una città degli Stati Uniti d'America, situata in Minnesota, nella contea di Pine.